# Hondsrug College
Het Hondsrug College is een protestants-christelijke scholengemeenschap in de Nederlandse plaats Emmen (provincie Drenthe). Het college is in 1994 ontstaan uit een fusie tussen het CSG Emmen (voor havo en vwo, inclusief gymnasium en vwo+) (toen gevestigd aan de Baander) en de christelijke mavo aan de Emmalaan in Emmen, met de christelijke LTS, eveneens aan de Emmalaan in Emmen.
Sinds 1996 zijn de sectoren havo en vwo eveneens gevestigd aan de Emmalaan in een nieuw schoolgebouw, op de plek waar voorheen het KDC (Katholiek Drents College, nu Carmelcollege Emmen) gevestigd was.
Het Hondsrug College heeft drie gebouwen in Emmen.
- De Es voor alle eerste klassen, en tweede klas kader en wordt soms ook gebruikt voor tweede klas vmbo.
- De Brink voor vmbo vanaf de tweede klas.
- De Marke voor havo en vwo vanaf de tweede klas.

## Geschiedenis
In 1926 werd in Emmen een christelijke HBS opgericht. In 1949 kreeg de school de naam Lyceum De Baander, naar de gelijknamige straat in Emmen. De school had in de periode 1960-1965 een gymnasium, hbs en een middelbare meisjesschool (mms). Na de fusie met het christelijke mavo in 1993 ontstond de naam Hondsrug College.

## Bekende (oud)-leerlingen
- Roel Boomstra, dammer[2]
- Anne Kuik, politica[3]
- Bas Louissen, podcastmaker en radiomaker[4]
- Hannah Mae, singer-songwriter[5]
- Wieke Paulusma, politica[6]
- Nanoah Struik, podcastmaker en radiomaker.